# داو کریک (کلرادو)
داو کریک (به انگلیسی: Dove Creek) شهری در ایالت کلرادو کشور ایالات متحده آمریکا است که جمعیت آن در سرشماری سال ۲۰۱۰ میلادی، ۷۳۵ نفر بوده‌است.